# Bistum Konongo-Mampong
Das Bistum Konongo-Mampong (lat.: Dioecesis Konongensis-Mamponganus) ist eine in Ghana gelegene römisch-katholische Diözese mit Sitz in Mampong. 

## Geschichte
Papst Johannes Paul II. errichtete das Bistum am 3. März 1995 aus Gebietsabtretungen der Bistümer Kumasi und Sunyani. Es wurde zunächst dem Erzbistum Cape Coast als Suffragandiözese unterstellt. Am 17. Januar 2002 wurde es dem Erzbistum Kumasi als Suffraganbistum unterstellt. 
Am 28. Dezember 2007 verlor es einen Teil seines Territoriums zugunsten der Errichtung des Bistums Techiman. Ab der Errichtung des Bistums war bis zum März 2024 Joseph Osei-Bonsu Bischof von Konongo-Mampong.

## Statistik
| Jahr | Bevölkerung | Bevölkerung | Bevölkerung | Priester     | Priester           | Priester         | Priester               | Ständige Diakone | Ordensleute | Ordensleute | Pfarreien |
| Jahr | Katholiken  | Einwohner   | %           | Gesamt- zahl | Diözesan- priester | Ordens- priester | Katholiken je Priester | Ständige Diakone | männlich    | weiblich    | Pfarreien |
| ---- | ----------- | ----------- | ----------- | ------------ | ------------------ | ---------------- | ---------------------- | ---------------- | ----------- | ----------- | --------- |
| 1999 | 69.251      | 1.112.835   | 6,2         | 37           | 27                 | 10               | 1.871                  |                  | 54          | 46          | 24        |
| 2000 | 65.561      | 1.112.835   | 5,9         | 41           | 28                 | 13               | 1.599                  |                  | 61          | 48          | 24        |
| 2001 | 75.440      | 1.112.835   | 6,8         | 45           | 29                 | 16               | 1.676                  |                  | 77          | 43          | 25        |
| 2002 | 65.561      | 1.112.835   | 5,9         | 50           | 31                 | 19               | 1.311                  |                  | 90          | 39          | 27        |
| 2003 | 90.320      | 1.112.835   | 8,1         | 54           | 34                 | 20               | 1.672                  |                  | 87          | 40          | 28        |
| 2004 | 95.487      | 1.258.495   | 7,6         | 56           | 37                 | 19               | 1.705                  |                  | 79          | 37          | 30        |
| 2006 | 93.847      | 1.314.000   | 7,1         | 64           | 45                 | 19               | 1.466                  |                  | 84          | 42          | 33        |
| 2007 | 72.145      | 1.012.999   | 7,1         | 79           | 60                 | 19               | 913                    |                  | 4           | 27          | 29        |